# Stazione di Die
La stazione di Die (in francese Gare de Die) è una stazione ferroviaria posta lungo la ferrovia Livron–Aspres-sur-Buëch.

## Storia
La stazione fu messa in servizio dalla Compagnie des chemins de fer de Paris à Lyon et à la Méditerranée (PLM) il 1º settembre 1885 quando fu aperto il segmento da Crest a Die. Rimase capolinea temporaneo sino al 1894, quando fu paerto il troncone tra Die e Aspres-sur-Buëch.

## Movimenti
La stazione è servita dai treni Intercités Parigi Austerlitz-Briançon e dai regionali TER Auvergne-Rhône-Alpes.